# Гречаники (страва)
Гречаники, гречаник (одн.) — страва із гречаної крупи із додаванням інших складників (м'ясного фаршу, картопляного пюре, овочевої засмажки), які здавна мають велику популярність в українській та польській кухні (на Лемківщині та прикордонних з Україною воєводствах Польщі). Схожі страви є у бретонців і нормандців Франції (відомий як калетез), канадців Нью-Брансвіку (плойє), німців (бауквейтер-яніннерк), корейців (меміл-джеон). На відміну від української кухні вони тонші, вживаються зазвичай з солодкими соусами, вареннями з ягід або йогуртами.
В українській та білоруській кухні гречаники часто подають попередньо обсмаженими, а потім запеченими із додаванням соусів — помідорового чи сметанкового.
А в давній українській кухні гречаники є також стравою у формі млинців, оладок чи перепічок, та готуються із гречаного борошна, а не крупи.

## Походження і характеристика
Страва відома в Україні здавна. Тісто для гречаних млинців готували з хлібною закваскою чи дріжджами, додаючи не менше чверті житнього або пшеничного борошна, яйце і сироватку (молоко, воду). Зазвичай готується з якимось фаршем (курячим, свинячим або телячим). Втім може бути й пісною стравою. Розглядалося як самостійна страва або як гарнір. Їли зі шкварками, молоком, кисляком, сметаною.
Гречаники-перепічки робили з крутішого вчиненого тіста, випікаючи їх на сковороді. Вони слугували замінниками хліба, якщо його не вистачало до нової випічки. З такого самого тіста у керамічних кухликах пекли й гречані стовбуни, які також заміняли хліб. У XV–XVIII ст. на Полтавщині гречаниками називали вареники із гречаного борошна.

## Рецепти

### З м'ясом
Гречану крупу (500 гр) перебрати, промити холодною водою. Можна підсушити на пательні. Закип'ятити 2 склянки води, трохи підсолити та всипати гречку. Накрити каструлю кришкою і довести до кипіння. Варити при помірному кипінні до готовності (до 15 хв). У готовій каші води бути не повинно. Якщо крупа ще не повністю готова, а рідини вже немає, то можна долити окріп (1/3 склянки) І проварити ще кілька хвилин. Потім вимкнути плиту і залишити каструлю під рушником на 10–15 хв. Надлишок води крупа вбере в себе і дійде до готовності. Готову гречку остудити до кімнатної температури. Поки каша гаряча, можна покласти шматочок вершкового масла і змішати з кашею.
Одну цибулину прокрутити разом з м'ясом. Добре перемішати. Можна додати також моркву (є варіант, що моркву й цибулю перед додаванням тушкують або смажать). Другу цибулину дрібно нарізати. Вбити в фарш яйця, посолити та приправити спеціями. Добре вимішати. Додати гречку до фаршу, вимішати. З фаршу сформувати котлети (або великі оладки) і обваляти в борошні. На розігрітій олії обсмажити гречаники з двох боків до рум'яного кольору. Надалі тушкувати в соусі (сметанному, томатному) або просмажити під кришкою протягом 20 хв.

### Пісні

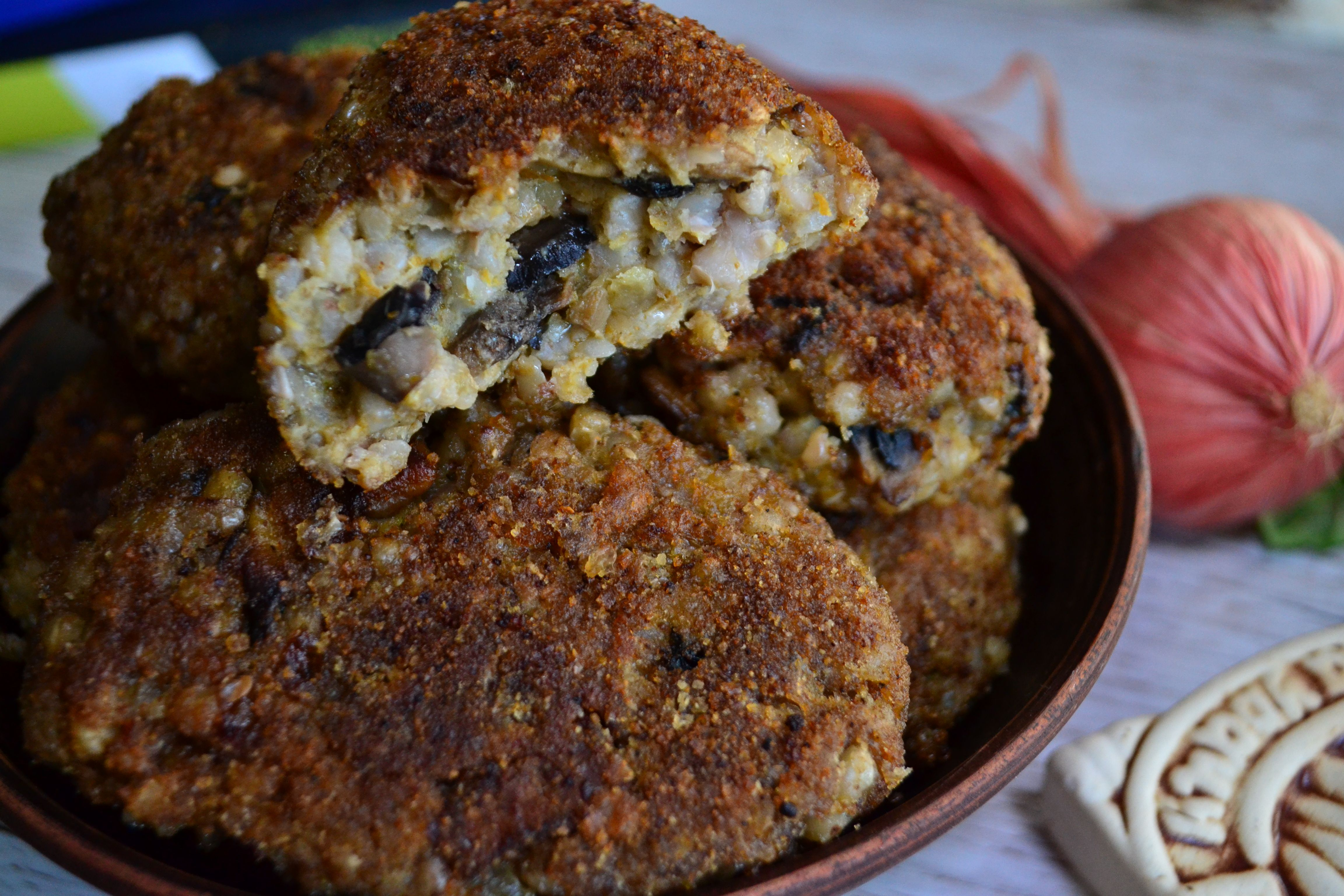
Гречаники з грибами

Одну склянку гречаної крупи відварити у 2 склянках води. Картоплю зварити у мундирі. Охолодити та очистити. Цибулю дрібно нарізати, моркву натерти на грубій тертці та обсмажити на олії. Готову охолоджену гречку пропустити через м'ясорубку. Додати обсмажену цибулю та моркву. На грубій тертці натерти картоплю, додати до гречаної маси. Посолити та поперчити на свій смак. Сформувати невеликі котлети, з двох сторін обваляти в сухарях, смажити в невеликій кількості олії по 3–4 хв. з кожного боку.